# Wojciech Błaszczyk
Wojciech Błaszczyk (ur. 27 maja 2001 w Ostrowie Wielkopolskim) – polski piłkarz ręczny, grający na pozycji rozgrywającego, trener i działacz sportowy. Od 2023 roku prezes, asystent trenera oraz zawodnik KS VENETIA Ostrów Wielkopolski.

## Życiorys
Jest wychowankiem UKS Nike Kalisz, w którym występował w latach 2016–2018. W sezonie 2018/2019 dołączył do młodzieżowego zespołu MKS Kalisz, gdzie grał do 2020 roku. W 2020 roku znalazł się w kadrze seniorskiej MKS Kalisz oraz został wypożyczony do DIOZ SPR Gorzyce Wielkie. Po zakończeniu okresu wypożyczenia przeszedł do tego klubu na stałe, reprezentując jego barwy w latach 2020–2023.
W 2023 roku związał się z KS VENETIA Ostrów Wielkopolski, obejmując jednocześnie funkcje prezesa klubu, asystenta trenera oraz zawodnika drużyny.

1. https://rozgrywki.zprp.pl/?Sezon=192&Druzyna=16616&Rozgrywki=10992
2. https://rozgrywki.zprp.pl/?Sezon=193&Druzyna=16786&Rozgrywki=11537
3. https://infostrow.pl/magazyn-sportowy/klub-sportowy-venetia/cid,100058,a